# Ostatni wspólny przodek szympansa i człowieka
Ostatni wspólny przodek szympansa i człowieka – gatunek będący ostatnim przodkiem wspólnym dla Homo (człowieka) oraz Pan (szympansa), dwóch rodzajów z plemienia Hominini. Z uwagi na złożoną specjację przez krzyżowanie nie jest możliwe oszacowanie wieku tego gatunku. Choć pierwsze rozbieżności pomiędzy gatunkami mogły zachodzić już 13 milionów lat temu (w miocenie), krzyżowanie się obu gatunków mogło mieć miejsce aż do okresu pliocenu (4 miliony lat temu).
Powstanie odrębnych linii Pan i Homo zdaje się być zatem długo trwającym procesem. Zdaniem Pattersona (2006) oprócz pojawiania się pierwszych różnic gatunkowych bywały również okresy krzyżowania się osobników obu linii. Miał miejsce także proces naprzemiennych różnic, który trwał co najmniej kilka milionów lat. Z czasem – pod koniec miocenu lub w początkowym okresie pliocenu – najwcześniejsi przedstawiciele linii ludzkiej całkowicie odłączyli się od populacji, która dała później początek szympansom. Zjawisko to datuje się w przybliżeniu na 13 do 4 milionów lat temu. Wakeley odrzuca tę drugą datę oraz neguje przypadki krzyżowania się przedstawicieli obu linii.
Richard Wrangham (2001) twierdzi, iż ostatni wspólny przodek obu gatunków był podobny do współczesnego szympansa zwyczajnego (Pan troglodytes) tak bardzo, że powinien być on zaliczany do rodzaju Pan, a jego nazwa naukowa powinna brzmieć Pan prior. Nigdy nie odnaleziono szczątków, które można by było zidentyfikować jako te należące do Pan prior.

## Obecne szacunki
Od końcówki lat 90. XX wieku szacunki dotyczące wieku ostatniego wspólnego przodka szympansa i człowieka stały się mniej pewne. Badania paleontologiczne i genetyczne wskazują na wiek od 5 do 7 milionów lat – tak jak ustalono to w latach 70. i 80. XX wieku. W 1998 określono wiek na 10 – 13 milionów lat. W 2009 White i in. założyli, że prawidłowy wiek to od 7 do 10 milionów lat:

Właściwie nie ma żadnych powodów a priori, by przypuszczać, iż fakt rozłączenia się szympansów i ludzi był wydarzeniem niedawnym. Dowody w postaci skamieniałości są w pełni kompatybilne ze starszymi datami rozejścia się szympansa i człowieka [7 – 10 milionów lat temu].

Źródło niezgodności w ustaleniu wieku rozłączenia się Pan i Homo jest dowodem na bardziej złożony proces powstawania gatunków niż proste rozejście się obu populacji. Każdy chromosom wykazuje inną datę izolacji obu gatunków na przestrzeni ponad 4 milionów lat, co świadczy o długim procesie specjacji oraz krzyżowania się tych gatunków na ogromną skalę, co, zdaniem Pattersona i in. (2006), miało miejsce 6,3 – 5,4 miliona lat temu. Założenie dotyczące późnego krzyżowania się zostało oparte w głównej mierze na podobieństwach chromosomu X u szympansów i ludzi, co wskazuje na rozłączenie się gatunków około 4 milionów lat temu. W 2008 Wakeley odrzucił ten wniosek, nazywając go nieuzasadnionym. Zaproponował alternatywne wyjaśnienia, między innymi nacisk selekcyjny na chromosom X w populacjach wspólnego przodka szympansa i człowieka.

## Taksonomia
Uważali oni, iż Homo wraz z pozostałymi dwunożnymi człekokształtnymi wlicza się do podplemienia Hominina, natomiast Pan należy do podplemienia Panina. W 2010 Wood podjął temat różnych wersji taksonomii. W 2001 Richard Wrangham stwierdził, że ostatni wspólny przodek szympansa i człowieka o wiele bardziej przypominał szympansa (Pan troglodytes) – tak bardzo, iż powinien być on przypisany do rodzaju Pan i otrzymać nazwę naukową Pan prior.
Potomkowie ostatniego wspólnego przodka, którzy stali się pierwszymi ludźmi, zaliczani są do członków plemienia Hominini, które jest częścią rodzaju Homo i zawiera blisko spokrewniony z nim gatunek Australopithecus, jednak jest odrębne od rodzaju Pan. Oznacza to, że do Hominini wliczają się wszystkie blisko spokrewnione z człowiekiem gatunki, które pojawiły się po wyodrębnieniu się rodzaju Pan. Taka systematyzacja wyróżnia „człowieczy klad”, a jego członkowie nazywani są homininami. Wood i Richard zaklasyfikowali „szympansi klad” do plemienia Panini, które wywodziło się z rodziny Hominidae opartej o dychotomiczne w myśleniu postrzeganie podrodzin.
Zostało odkrytych kilka skamieniałości należących do linii szympansiej. Pierwsza z nich została znaleziona przez McBrearty’ego w 2005 w dolinie ryftowej w Kenii.